# FAM46A
A proteína FAM46A é uma proteína que em humanos é codificada pelo gene FAM46A. Aliases para Fam46A incluem proteína do gene 11 transativada por X-HBV, TENT5A, C6orf37 e XTP11. O gene contém 6 íntrons e 6.982 pares de bases de comprimento. O mRNA transcrito tem 2231 pares de bases de comprimento e contém 2 exons, 589 e 1128 pares de bases, com 4 isoformas de splice alternativas.

## Expressão
A expressão de Fam46A é excepcionalmente alta no tecido placentário, glândula pineal e glândula pituitária, com expressão baixa a moderada na medula óssea, útero e glândulas salivares.

## Proteína
A proteína FAM46A humana tem 461 aminoácidos de comprimento.

## Função
A função de Fam46A é atualmente desconhecida, mas há uma repetição em série de número variável no primeiro exon de Fam46A que foi explorada em várias populações e tentou ser associada a várias doenças da retina, bem como câncer de cólon.